# Forces Armades Revolucionàries de Colòmbia
Les Forces Armades Revolucionàries de Colòmbia - Exèrcit del Poble (FARC-EP) són un grup guerriller marxista-leninista de Colòmbia.

## Història
El juny de 1964, el combatents comunistes fugits vers les muntanyes de Marquetàlia, Riochiquitos i El Pato, crearen l'anomenat Bloc Sud, constituït oficialment el 20 de juliol de 1964 i que fou el primer grup armat organitzat del Partit Comunista de Colòmbia i embrió de les FARC. El 5 de maig de 1966, la segona conferència del Bloc Sud oficialitzà la formació de les Forces Armades Revolucionàries de Colòmbia.
A la setena conferència del 4 al 14 de maig de 1982 les FARC es convertiren en Exèrcit del Poble (FARC). El 28 de maig de 1984, després d'una reunió dels líders dels 27 fronts i de l'Estat Major, s'establí un alto el foc, com a part dels acords signats amb el govern de Belisario Betancourt (acords de cessament del foc, treva i pau, coneguts com els Acords de la Uribe).
Al mateix temps, les FARC llançaren com a proposta la creació d'un nou moviment polític: Unió Patriòtica (UP). La treva es va trencar el 1985 després de les matances fetes per paramilitars contra membres de la UP. El 1987 les FARC, l'ELN i l'M-19 van formar la Coordinadora Guerrillera Simón Bolivar. El 9 de desembre de 1990, dia de les eleccions per a la constituent, l'exèrcit, sense prèvia declaratòria de guerra, va llançar un gegantí operatiu contra Casa Verde, seu del Secretariat Nacional de les FARC, però va fracassar.
Fruit dels acords polítics fou la desmobilització de diversos grups armats colombians pràcticament sense contrapartides, el 1991, procés en el qual no van participar les FARC. El 1991, després de les desmobilitzacions dels grups guerrillers menors, la Coordinadora Guerrillera Simón Bolivar va començar una sèrie de negociacions amb l'estat. El 3 de juny de 1991 es va reiniciar el diàleg entre la Coordinadora i el govern, en territori veneçolà i després mexicà. La guerra no es va aturar. El procés de negociació amb les FARC i l'ELN es va trencar el 1993 i la Coordinadora va desaparèixer. El 1998 els acords amb el govern crearen les zones de distensió (zones lliures de presència militar) on els guerrillers assumiren de facto l'administració. En els anys noranta les FARC disposaven d'uns deu mil combatents, organitzats en 70 fronts distribuïts en tot el país. El 2002 es va posar fi a les zones de distensió quan les FARC tenien uns vint mil homes en armes. Des de llavors les hostilitats de baixa intensitat han continuat, i el 2008 comptaven amb uns 11.000 homes.
Pedro Antonio Marín, Tirofijo o Manuel Marulanda Vélez, líder i fundador de les Forces Armades Revolucionàries de Colòmbia, va morir el 26 de març de 2008 d'un atac de cor, essent substituït per Guillermo León Sáenz, Alfonso Cano, mort en combat el novembre de 2011.

## Acords de pau de l'Havana
El 2012 s'iniciaren les negociacions de pau a Oslo i a l'Havana entre el govern colombià del president Santos i les FARC-EP i el 22 de juny les dues parts van signar l'acord d'alto el foc bilateral i definitiu. El 26 se setembre de 2016 es van signar els Acords de Pau, els quals es van referendar en un plebiscit el 2 d'octubre (50,21% No contra 49,79% Sí). però les negociacions continuaren i el 27 de juny van lliurar les armes a l'ONU, donant per acabat el conflicte armat.
Després que l'ONU certifiqués el lliurament d'armes per part de les FARC-EP, aquesta realitzà un congrés fundacional a Bogotà constituint-se com un partit polític amb el nom de Força Alternativa Revolucionària del Comú.

## Retorn a la lluita armada
L'agost de 2019, el que havia estat el número dos de les FARC, Néstor Gregorio Vera Fernández Iván Mordisco, va anunciar la represa de la lluita armada d'una facció de les FARC-EP a causa de l'incompliment dels acords de pau del 2016 per part del govern d'Iván Duque i de l'assassinat de més de 500 líders socials i exguerrillers en mans dels paramilitars davant la negligència de l'Estat. El líder de l'ELN al departament de Chocó, «Uriel», es congratular del retorn a l'acció armada atès que, segons va afirmar: «les vies legals per a les transformacions profundes de la societat estan tancades» i que l'alternativa és «la resistència armada per a transformar la societat». D'altra banda, la Força Alternativa Revolucionària del Comú manifestà el seu desacord amb el comunicat considerant-lo un «equivocació delirant» i apostant per les vies pacífiques d'implementació dels Acords de l'Habana.
En 2025 es considera que FARC-EP liderada per Néstor Gregorio Vera Fernández Iván Mordisco conta amb uns 3.500 guerrillers.